# ناران (بم)
ناران، روستایی از توابع بخش بروات شهرستان بم در استان کرمان ایران است.

## جمعیت
این روستا در دهستان روداب غربی قرار دارد و براساس سرشماری مرکز آمار ایران در سال ۱۳۸۵، جمعیت آن ۷۱۳ نفر (۱۶۶خانوار) بوده‌است.